# Blåmissusjön (Råneå socken, Norrbotten)
Blåmissusjön är en sjö i Luleå kommun i Norrbotten och ingår i Vitåns huvudavrinningsområde. Sjön har en area på 0,0602 kvadratkilometer och ligger 3,7 meter över havet. Sjön avvattnas av vattendraget Sladansån.

## Delavrinningsområde
Blåmissusjön ingår i det delavrinningsområde (732470-180060) som SMHI kallar för Inloppet i Sladan. Medelhöjden är 13 meter över havet och ytan är 1,48 kvadratkilometer. Det finns inga avrinningsområden uppströms utan avrinningsområdet är högsta punkten. Sladansån som avvattnar avrinningsområdet har biflödesordning 2, vilket innebär att vattnet flödar genom totalt 2 vattendrag innan det når havet efter 16 kilometer. Avrinningsområdet består mestadels av skog (79 procent) och öppen mark (15 procent). Avrinningsområdet har 0,06 kvadratkilometer vattenytor vilket ger det en sjöprocent på 4 procent.